# Calendario de los Juegos Olímpicos de Río de Janeiro 2016
El calendario de los Juegos Olímpicos de Río de Janeiro 2016 presenta la hora y fecha de las finales de las 306 pruebas disputadas en los 28 deportes que conformaron el programa de este evento. Las horas aparecen indicadas respecto a la hora local de Río de Janeiro (UTC-3) y se incluyen además las naciones ganadoras de cada medalla.

## Eventos para medalla
| 6 de agosto  |             |                       |                            |                                  |                                      |                                         |
| 1            | 10:30-11:00 | Tiro                  | Rifle 10 m F               | Estados Unidos                   | República Popular China              | República Popular China                 |
| 2            | 09:30-15:20 | Ciclismo en ruta      | Ruta M                     | Bélgica                          | Dinamarca                            | Polonia                                 |
| 3            | 15:30-16:00 | Tiro                  | Pistola 10 m M             | Vietnam                          | Brasil                               | República Popular China                 |
| 4            | 16:40-17:30 | Tiro con arco         | Equipo M                   | Corea del Sur                    | Estados Unidos                       | Australia                               |
| 5            | 16:40-17:30 | Yudo                  | –48 kg F                   | Argentina                        | Corea del Sur                        | Japón · Kazajistán                      |
| 6            | 16:50-17:40 | Yudo                  | –60 kg M                   | Rusia                            | Kazajistán                           | Japón · Uzbekistán                      |
| 7            | 16:00-18:00 | Esgrima               | Espada ind. F              | Hungría                          | Italia                               | República Popular China                 |
| 8            | 19:00-21:00 | Halterofilia          | 48 kg F                    | Tailandia                        | Indonesia                            | Japón                                   |
| 9            | 22:03-22:07 | Natación              | 400 m estilos M            | Japón                            | Estados Unidos                       | Japón                                   |
| 10           | 22:30-22:34 | Natación              | 400 m libre M              | Australia                        | República Popular China              | Italia                                  |
| 11           | 22:49-22:53 | Natación              | 400 m estilos F            | Hungría                          | Estados Unidos                       | España                                  |
| 12           | 23:24-23:27 | Natación              | 4x100 m libres F           | Australia                        | Estados Unidos                       | Canadá                                  |
| 7 de agosto  |             |                       |                            |                                  |                                      |                                         |
| 13           | 11:00-11:30 | Tiro                  | Pistola 10 m F             | República Popular China          | Rusia                                | Grecia                                  |
| 14           | 15:30-16:00 | Tiro                  | Foso F                     | Australia                        | Nueva Zelanda                        | Estados Unidos                          |
| 15           | 12:15-16:15 | Ciclismo en ruta      | Ruta F                     | Países Bajos                     | Suecia                               | Italia                                  |
| 16           | 16:00-16:45 | Saltos                | Trampolín 3 m sincro. F    | República Popular China          | Italia                               | Australia                               |
| 17           | 15:30-17:00 | Halterofilia          | 53 kg F                    | China Taipéi                     | Filipinas                            | Corea del Sur                           |
| 18           | 16:40-17:30 | Tiro con arco         | Equipo F                   | Corea del Sur                    | Rusia                                | China Taipéi                            |
| 19           | 16:40-17:30 | Yudo                  | –52 kg F                   | Kosovo                           | Italia                               | Japón · Rusia                           |
| 20           | 16:50-17:40 | Yudo                  | –66 kg M                   | Italia                           | Corea del Sur                        | Uzbekistán · Japón                      |
| 21           | 16:00-18:00 | Esgrima               | Florete ind. M             | Italia                           | Estados Unidos                       | Rusia                                   |
| 22           | 19:00-20:30 | Halterofilia          | 56 kg M                    | República Popular China          | Corea del Norte                      | Tailandia                               |
| 23           | 22:03-22:05 | Natación              | 100 m mariposa F           | Suecia                           | Canadá                               | Estados Unidos                          |
| 24           | 22:53-22:55 | Natación              | 100 m braza M              | Reino Unido                      | Sudáfrica                            | Estados Unidos                          |
| 25           | 23:01-23:05 | Natación              | 400 m libre F              | Estados Unidos                   | Reino Unido                          | Estados Unidos                          |
| 26           | 23:52-23:56 | Natación              | 4x100 m libre M            | Estados Unidos                   | Francia                              | Australia                               |
| 8 de agosto  |             |                       |                            |                                  |                                      |                                         |
| 27           | 12:00-12:30 | Tiro                  | Rifle 10 m M               | Italia                           | Ucrania                              | Rusia                                   |
| 28           | 15:30-16:00 | Tiro                  | Foso M                     | Croacia                          | Italia                               | Reino Unido                             |
| 29           | 16:00-16:45 | Saltos                | Plataforma 10 m sincro. M  | República Popular China          | Estados Unidos                       | Reino Unido                             |
| 30           | 15:30-17:00 | Halterofilia          | 58 kg F                    | Tailandia                        | Tailandia                            | China Taipéi                            |
| 31           | 16:40-17:30 | Yudo                  | –57 kg F                   | Brasil                           | Mongolia                             | Portugal · Japón                        |
| 32           | 16:50-17:40 | Yudo                  | –73 kg M                   | Japón                            | Azerbaiyán                           | Georgia · Bélgica                       |
| 33           | 16:00-18:00 | Esgrima               | Sable ind. F               | Rusia                            | Rusia                                | Ucrania                                 |
| 34           | 16:00-19:00 | Gimnasia artística    | Equipo M                   | Japón                            | Rusia                                | República Popular China                 |
| 35           | 18:30-19:30 | Rugby 7               | Equipo F                   | Australia                        | Nueva Zelanda                        | Canadá                                  |
| 36           | 19:00-20:30 | Halterofilia          | 62 kg M                    | Colombia                         | Indonesia                            | Kazajistán                              |
| 37           | 22:21-22:25 | Natación              | 200 m libre M              | República Popular China          | Sudáfrica                            | Estados Unidos                          |
| 38           | 22:30-22:32 | Natación              | 100 m espaldaF             | Hungría                          | Estados Unidos                       | Canadá · República Popular China        |
| 39           | 22:38-22:40 | Natación              | 100 m espaldaM             | Estados Unidos                   | República Popular China              | Estados Unidos                          |
| 40           | 22:54-22:56 | Natación              | 100 m braza F              | Estados Unidos                   | Rusia                                | Estados Unidos                          |
| 9 de agosto  |             |                       |                            |                                  |                                      |                                         |
| 41           | 10:00-13:00 | Hípica                | Concurso completo por eqs. | Francia                          | Alemania                             | Australia                               |
| 42           | 14:00-15:00 | Hípica                | Concurso completo ind.     | Alemania                         | Francia                              | Estados Unidos                          |
| 43           | 15:15-15:35 | Piragüismo en eslalon | C1 M                       | Francia                          | Eslovaquia                           | Japón                                   |
| 44           | 16:00-16:30 | Tiro                  | Pistola 25 m F             | Grecia                           | Alemania                             | Suiza                                   |
| 45           | 16:00-16:45 | Saltos                | Plataforma 10 m sincro. F  | República Popular China          | Malasia                              | Canadá                                  |
| 46           | 15:30-17:00 | Halterofilia          | 63 kg F                    | República Popular China          | Corea del Norte                      | Kazajistán                              |
| 47           | 16:40-17:30 | Yudo                  | –63 kg F                   | Eslovenia                        | Francia                              | Israel · Países Bajos                   |
| 48           | 16:50-17:40 | Yudo                  | –81 kg M                   | Rusia                            | Estados Unidos                       | Emiratos Árabes Unidos · Japón          |
| 49           | 16:00-18:00 | Esgrima               | Espada ind. M              | Corea del Sur                    | Hungría                              | Francia                                 |
| 50           | 16:00-18:00 | Gimnasia artística    | Equipo F                   | Estados Unidos                   | Rusia                                | República Popular China                 |
| 51           | 19:00-20:30 | Halterofilia          | 69 kg M                    | República Popular China          | Turquía                              | Colombia                                |
| 52           | 22:19-22:23 | Natación              | 200 m libre F              | Estados Unidos                   | Suecia                               | Australia                               |
| 53           | 22:28-22:31 | Natación              | 200 m mariposa M           | Estados Unidos                   | Japón                                | Hungría                                 |
| 54           | 23:29-23:31 | Natación              | 200 m estilos F            | Hungría                          | Reino Unido                          | Estados Unidos                          |
| 55           | 23:38-23:43 | Natación              | 4x200 m libre M            | Estados Unidos                   | Reino Unido                          | Japón                                   |
| 10 de agosto |             |                       |                            |                                  |                                      |                                         |
| 56           | 08:30-10:00 | Ciclismo en ruta      | Contrarreloj F             | Estados Unidos                   | Rusia                                | Países Bajos                            |
| 57           | 12:00-12:30 | Tiro                  | Pistola 50 m M             | Corea del Sur                    | Vietnam                              | Corea del Norte                         |
| 58           | 10:00-12:45 | Ciclismo en ruta      | Contrarreloj M             | Suiza                            | Países Bajos                         | Reino Unido                             |
| 59           | 15:15-15:45 | Piragüismo en eslalon | K1 M                       | Reino Unido                      | Eslovenia                            | República Checa                         |
| 60           | 15:30-16:00 | Tiro                  | Doble foso M               | Atletas Olímpicos Independientes | Italia                               | Reino Unido                             |
| 61           | 16:00-16:45 | Saltos                | Trampolín 3 m sincro. M    | Reino Unido                      | Estados Unidos                       | República Popular China                 |
| 62           | 15:30-17:00 | Halterofilia          | 69 kg F                    | República Popular China          | Kazajistán                           | Egipto                                  |
| 63           | 16:40-17:30 | Yudo                  | –70 kg F                   | Japón                            | Colombia                             | Reino Unido · Alemania                  |
| 64           | 16:50-17:40 | Yudo                  | –90 kg M                   | Japón                            | Georgia                              | Corea del Sur · República Popular China |
| 65           | 16:00-19:00 | Gimnasia artística    | Concurso ind. M            | Japón                            | Ucrania                              | Reino Unido                             |
| 66           | 19:00-20:30 | Halterofilia          | 77 kg M                    | Kazajistán                       | República Popular China              | Egipto                                  |
| 67           | 19:20-20:30 | Esgrima               | Florete ind. F             | Rusia                            | Italia                               | Túnez                                   |
| 68           | 19:50-21:00 | Esgrima               | Sable ind. M               | Hungría                          | Estados Unidos                       | Corea del Sur                           |
| 69           | 20:30-03:00 | Tenis de mesa         | Individual F               | República Popular China          | República Popular China              | Corea del Norte                         |
| 70           | 22:03-22:05 | Natación              | 200 m braza M              | Kazajistán                       | Estados Unidos                       | Rusia                                   |
| 71           | 22:54-22:56 | Natación              | 200 m mariposa F           | España                           | Australia                            | Japón                                   |
| 72           | 23:03-23:05 | Natación              | 100 m libre M              | Australia                        | Bélgica                              | Estados Unidos                          |
| 73           | 23:55-24:00 | Natación              | 4x200 libre F              | Estados Unidos                   | Australia                            | Canadá                                  |
| 11 de agosto |             |                       |                            |                                  |                                      |                                         |
| 74           | 10:22-10:26 | Remo                  | 4XM M                      | Alemania                         | Australia                            | Estonia                                 |
| 75           | 10:34-10:38 | Remo                  | 4XM M                      | Alemania                         | Países Bajos                         | Polonia                                 |
| 76           | 09:52-09:56 | Remo                  | M2- M                      | Nueva Zelanda                    | Sudáfrica                            | Italia                                  |
| 77           | 10:04-10:08 | Remo                  | W2X F                      | Polonia                          | Reino Unido                          | Lituania                                |
| 78           | 10:24-10:28 | Remo                  | M2X M                      | Croacia                          | Lituania                             | Noruega                                 |
| 79           | 10:44-10:48 | Remo                  | LM4- M                     | Suiza                            | Dinamarca                            | Francia                                 |
| 80           | 12:00-13:00 | Tiro                  | Rifle en 3 posic. 50 m F   | Alemania                         | República Popular China              | República Popular China                 |
| 81           | 14:15-15:45 | Piragüismo en eslalon | C2 M                       | Eslovaquia                       | Reino Unido                          | Francia                                 |
| 82           | 15:00-15:30 | Piragüismo en eslalon | K1 F                       | España                           | Nueva Zelanda                        | Australia                               |
| 83           | 16:30-17:00 | Tiro con arco         | Individual F               | Corea del Sur                    | Alemania                             | Corea del Sur                           |
| 84           | 16:40-17:30 | Yudo                  | –78 kg F                   | Estados Unidos                   | Francia                              | Brasil · Eslovenia                      |
| 85           | 16:50-17:40 | Yudo                  | –100 kg M                  | República Checa                  | Azerbaiyán                           | Francia · Japón                         |
| 86           | 16:00-18:00 | Gimnasia artística    | Concurso ind. F            | Estados Unidos                   | Estados Unidos                       | Rusia                                   |
| 87           | 18:30-18:45 | Ciclismo en pista     | Velocidad por eqs. M       | Reino Unido                      | Nueva Zelanda                        | Francia                                 |
| 88           | 17:00-18:45 | Esgrima               | Espada por eqs. F          | Rumania                          | República Popular China              | Rusia                                   |
| 89           | 18:30-19:30 | Rugby 7               | Equipo M                   | Fiyi                             | Reino Unido                          | Sudáfrica                               |
| 90           | 20:30-22:00 | Tenis de mesa         | Individual M               | República Popular China          | República Popular China              | Japón                                   |
| 91           | 22:17-22:20 | Natación              | 200 m braza F              | Japón                            | Rusia                                | República Popular China                 |
| 92           | 22:26-22:29 | Natación              | 200 m espalda M            | Estados Unidos                   | Australia                            | Rusia                                   |
| 93           | 23:01-23:04 | Natación              | 200 m estilos M            | Estados Unidos                   | Japón                                | República Popular China                 |
| 94           | 23:18-23:20 | Natación              | 100 m libre F              | Estados Unidos · Canadá          | —                                    | Suecia                                  |
| 12 de agosto |             |                       |                            |                                  |                                      |                                         |
| 95           | 10:32-10:38 | Remo                  | LW2X F                     | Países Bajos                     | Canadá                               | República Popular China                 |
| 96           | 10:45-10:51 | Remo                  | LM2X M                     | Francia                          | Irlanda                              | Noruega                                 |
| 97           | 11:06-11:12 | Remo                  | W2- F                      | Reino Unido                      | Nueva Zelanda                        | Dinamarca                               |
| 98           | 11:27-11:33 | Remo                  | M4- M                      | Reino Unido                      | Australia                            | Italia                                  |
| 99           | 11:00-11:30 | Tiro                  | Rifle tendido 50 m M       | Alemania                         | Corea del Sur                        | Rusia                                   |
| 100          | 11:10-11:40 | Atletismo             | 10 000 F                   | Etiopía                          | Kenia                                | Etiopía                                 |
| 101          | 15:00-15:30 | Tiro                  | Skeet F                    | Italia                           | Italia                               | Estados Unidos                          |
| 102          | 14:30-15:45 | Atletismo             | 20 km marcha M             | República Popular China          | República Popular China              | Australia                               |
| 103          | 10:00-15:45 | Hípica                | Doma por eqs.              | Alemania                         | Reino Unido                          | Estados Unidos                          |
| 104          | 15:45-16:00 | Gimnasia en trampolín | Trampolín F                | Canadá                           | Reino Unido                          | República Popular China                 |
| 105          | 15:30-17:00 | Halterofilia          | 75 kg F                    | Corea del Norte                  | Bielorrusia                          | España                                  |
| 106          | 16:27-17:00 | Tiro con arco         | Individual M               | Italia                           | Italia                               | Estados Unidos                          |
| 107          | 16:40-17:30 | Yudo                  | +78 kg F                   | Francia                          | Cuba                                 | Japón · República Popular China         |
| 108          | 16:50-17:40 | Yudo                  | +100 kg M                  | Francia                          | Japón                                | Brasil · Israel                         |
| 109          | 18:00-18:10 | Ciclismo en pista     | Velocidad por eqs. F       | República Popular China          | Rusia                                | Alemania                                |
| 110          | 18:34-18:50 | Ciclismo en pista     | Persecución por eqs. M     | Reino Unido                      | Australia                            | Dinamarca                               |
| 111          | 17:00-19:00 | Esgrima               | Espada por eqs. F          | Rusia                            | Francia                              | Estados Unidos                          |
| 112          | 19:00-20:30 | Halterofilia          | 85 kg M                    | Irán                             | República Popular China              | Rumania                                 |
| 113          | 19:00-22:00 | Tenis                 | Dobles M                   | España                           | Rumania                              | Estados Unidos                          |
| 114          | 22:03-22:06 | Natación              | 200 m espalda F            | Estados Unidos                   | Hungría                              | Canadá                                  |
| 115          | 22:12-22:15 | Natación              | 100 m mariposa M           | Singapur                         | Estados Unidos · Sudáfrica · Hungría | —                                       |
| 116          | 22:24-22:35 | Natación              | 800 m libre F              | Estados Unidos                   | Reino Unido                          | Hungría                                 |
| 117          | 22:44-22:45 | Natación              | 50 m libre M               | Estados Unidos                   | Francia                              | Estados Unidos                          |
| 118          | 22:00-23:00 | Atletismo             | Peso F                     | Estados Unidos                   | Nueva Zelanda                        | Hungría                                 |
| 13 de agosto |             |                       |                            |                                  |                                      |                                         |
| 119          | 10:32-10:38 | Remo                  | M1X M                      | Nueva Zelanda                    | Croacia                              | República Checa                         |
| 120          | 10:44-10:50 | Remo                  | W1X F                      | Australia                        | Estados Unidos                       | República Popular China                 |
| 121          | 11:04-11:10 | Remo                  | M8+ F                      | Estados Unidos                   | Reino Unido                          | Rumania                                 |
| 122          | 11:24-11:30 | Remo                  | W8+ M                      | Reino Unido                      | Alemania                             | Países Bajos                            |
| 123          | 10:50-12:10 | Atletismo             | Disco M                    | Alemania                         | Polonia                              | Alemania                                |
| 124          | 12:30-13:00 | Tiro                  | Pistola 25 m M             | Alemania                         | Francia                              | República Popular China                 |
| 125          | 15:15-15:45 | Tiro                  | Skeet M                    | Italia                           | Suecia                               | Atletas Olímpicos Independientes        |
| 126          | 15:45-16:00 | Gimnasia en trampolín | Trampolín M                | Bielorrusia                      | República Popular China              | República Popular China                 |
| 127          | 17:07-17:20 | Ciclismo en pista     | Persecución por eqs. F     | Reino Unido                      | Estados Unidos                       | Canadá                                  |
| 128          | 17:33-17:37 | Ciclismo en pista     | Keirin F                   | Países Bajos                     | Reino Unido                          | Australia                               |
| 129          | 17:00-19:00 | Esgrima               | Sable por eqs. F           | Rusia                            | Ucrania                              | Estados Unidos                          |
| 130          | 19:00-20:00 | Tenis                 | Individual F               | Puerto Rico                      | Alemania                             | República Checa                         |
| 131          | 19:00-20:30 | Halterofilia          | 94 kg M                    | Irán                             | Bielorrusia                          | Lituania                                |
| 132          | 21:27-22:00 | Atletismo             | 10 000 M                   | Reino Unido                      | Kenia                                | Etiopía                                 |
| 133          | 20:55-22:10 | Atletismo             | Salto de longitud M        | Estados Unidos                   | Sudáfrica                            | Reino Unido                             |
| 134          | 22:03-22:04 | Natación              | 50 m libreF                | Dinamarca                        | Estados Unidos                       | Bielorrusia                             |
| 135          | 22:11-22:26 | Natación              | 1500 m libre M             | Italia                           | Estados Unidos                       | Italia                                  |
| 136          | 22:37-22:39 | Atletismo             | 100 m F                    | Jamaica                          | Estados Unidos                       | Jamaica                                 |
| 137          | 22:49-22:53 | Natación              | 4x100 m estilos F          | Estados Unidos                   | Australia                            | Dinamarca                               |
| 138          | 23:04-23:08 | Natación              | 4x100 m estilos M          | Estados Unidos                   | Reino Unido                          | Australia                               |
| 139          | 23:18-23:22 | Atletismo             | Heptatlón F                | Bélgica                          | Reino Unido                          | Canadá                                  |
| 14 de agosto |             |                       |                            |                                  |                                      |                                         |
| 140          | 09:30-11:55 | Atletismo             | Maratón F                  | Kenia                            | Baréin                               | Etiopía                                 |
| 141          | 13:00-14:00 | Tiro                  | Rifle 3 posiciones 50 m M  | Italia                           | Rusia                                | Francia                                 |
| 142          | 13:05-13:40 | Vela                  | RS:X M                     | Países Bajos                     | Reino Unido                          | Francia                                 |
| 143          | 14:05-14:40 | Vela                  | RS:X F                     | Francia                          | República Popular China              | Rusia                                   |
| 144          | 12:00-14:00 | Tenis                 | Dobles F                   | Rusia                            | Suiza                                | República Checa                         |
| 145          | 14:15-14:30 | Boxeo                 | Minimosca (49 kg) M        | Uzbekistán                       | Colombia                             | Cuba · Estados Unidos                   |
| 146          | 07:00-15:00 | Golf                  | Individual M               | Reino Unido                      | Suecia                               | Estados Unidos                          |
| 147          | 14:00-14:30 | Gimnasia artística    | Suelo M                    | Reino Unido                      | Brasil                               | Brasil                                  |
| 148          | 14:45-15:15 | Gimnasia artística    | Salto de potro F           | Estados Unidos                   | Rusia                                | Suiza                                   |
| 149          | 15:35-16:05 | Gimnasia artística    | Caballo con arcos M        | Reino Unido                      | Reino Unido                          | Estados Unidos                          |
| 150          | 16:20-16:50 | Gimnasia artística    | Asimétricas F              | Rusia                            | Estados Unidos                       | Alemania                                |
| 151          | 16:00-16:45 | Saltos                | Trampolín 3 m F            | República Popular China          | República Popular China              | Italia                                  |
| 152          | 14:30-16:45 | Tenis                 | Dobles mixto               | Estados Unidos                   | Estados Unidos                       | República Checa                         |
| 153          | 17:05-17:13 | Ciclismo en pista     | Velocidad ind. M           | Reino Unido                      | Reino Unido                          | Rusia                                   |
| 154          | 17:00-18:00 | Lucha grecorromana    | 54 kg M                    | Cuba                             | Japón                                | Uzbekistán · Noruega                    |
| 155          | 18:00-19:00 | Lucha grecorromana    | 75 kg M                    | Rusia                            | Dinamarca                            | Corea del Sur · Irán                    |
| 156          | 17:00-19:15 | Esgrima               | Espada por eqs. M          | Francia                          | Italia                               | Hungría                                 |
| 157          | 19:00-20:30 | Halterofilia          | +75 kg F                   | República Popular China          | Corea del Norte                      | Estados Unidos                          |
| 158          | 18:30-22:00 | Tenis                 | Individual M               | Reino Unido                      | Argentina                            | Japón                                   |
| 159          | 22:00-22:04 | Atletismo             | 400 m M                    | Sudáfrica                        | Granada                              | Estados Unidos                          |
| 160          | 20:55-22:10 | Atletismo             | Salto triple F             | Colombia                         | Venezuela                            | Kazajistán                              |
| 161          | 22:25-22:26 | Atletismo             | 100 m M                    | Jamaica                          | Estados Unidos                       | Canadá                                  |
| 15 de agosto |             |                       |                            |                                  |                                      |                                         |
| 162          | 09:00-10:15 | Natación              | 10 km F                    | Países Bajos                     | Italia                               | Brasil                                  |
| 163          | 11:15-11:30 | Atletismo             | 3000 m obstáculos F        | Baréin                           | Kenia                                | Estados Unidos                          |
| 164          | 10:40-11:50 | Atletismo             | Martillo F                 | Polonia                          | República Popular China              | Reino Unido                             |
| 165          | 10:00-13:30 | Hípica                | Doma ind.                  | Reino Unido                      | Alemania                             | Alemania                                |
| 166          | 14:00-14:30 | Gimnasia artística    | Anillas M                  | Grecia                           | Brasil                               | Rusia                                   |
| 167          | 14:55-15:30 | Gimnasia artística    | Salto de potro M           | Corea del Norte                  | Rusia                                | Japón                                   |
| 168          | 15:45-16:10 | Gimnasia artística    | Barra F                    | Países Bajos                     | Estados Unidos                       | Estados Unidos                          |
| 169          | 17:23-17:50 | Ciclismo en pista     | Ómnium M                   | Italia                           | Reino Unido                          | Dinamarca                               |
| 170          | 17:00-18:00 | Lucha grecorromana    | 85 kg M                    | Rusia                            | Ucrania                              | Bielorrusia · Alemania                  |
| 171          | 18:00-19:00 | Lucha grecorromana    | 130 kg M                   | Cuba                             | Turquía                              | Azerbaiyán · Rusia                      |
| 172          | 19:15-19:20 | Boxeo                 | Pesado (91 kg) M           | Rusia                            | Kazajistán                           | Uzbekistán · Cuba                       |
| 173          | 19:00-20:30 | Halterofilia          | 105 kg M                   | Uzbekistán                       | Armenia                              | Kazajistán                              |
| 174          | 22:25-22:29 | Atletismo             | 800 m M                    | Kenia                            | Argelia                              | Estados Unidos                          |
| 175          | 22:45-22:47 | Atletismo             | 400 m F                    | Bahamas                          | Estados Unidos                       | Jamaica                                 |
| 176          | 21:40-23:00 | Atletismo             | Salto con pértiga M        | Brasil                           | Francia                              | Estados Unidos                          |
| 16 de agosto |             |                       |                            |                                  |                                      |                                         |
| 177          | 09:08-09:12 | Piragüismo            | C1 1000 m M                | Alemania                         | Brasil                               | Moldavia                                |
| 178          | 09:23-09-26 | Piragüismo            | K2 500 m F                 | Hungría                          | Alemania                             | Polonia                                 |
| 178          | 09:47-09:49 | Piragüismo            | K1 200 m F                 | Nueva Zelanda                    | Polonia                              | Azerbaiyán                              |
| 180          | 10:12-10:16 | Piragüismo            | K1 1000 m M                | España                           | República Checa                      | Rusia                                   |
| 181          | 09:00-10:20 | Natación              | 10 km M                    | Países Bajos                     | Grecia                               | Francia                                 |
| 182          | 09:50-11:10 | Atletismo             | Triple salto M             | Estados Unidos                   | Estados Unidos                       | República Popular China                 |
| 183          | 11:20-12:40 | Atletismo             | Disco F                    | Croacia                          | Francia                              | Cuba                                    |
| 184          | 13:05-13:35 | Vela                  | Laser Radial F             | Países Bajos                     | Irlanda                              | Dinamarca                               |
| 185          | 13:50-14:15 | Vela                  | Laser M                    | Australia                        | Croacia                              | Nueva Zelanda                           |
| 186          | 14:35-15:10 | Vela                  | Finn M                     | Reino Unido                      | Eslovenia                            | Estados Unidos                          |
| 187          | 15:20-15:50 | Vela                  | Nacra 17                   | Argentina                        | Australia                            | Austria                                 |
| 188          | 14:00-14:40 | Gimnasia artística    | Paralelas M                | Ucrania                          | Estados Unidos                       | Rusia                                   |
| 189          | 14:00-15:10 | Natación sincronizada | Dúo F                      | Rusia                            | República Popular China              | Japón                                   |
| 190          | 14:47-15:15 | Gimnasia artística    | Suelo F                    | Estados Unidos                   | Estados Unidos                       | Reino Unido                             |
| 191          | 15:34-16:00 | Gimnasia artística    | Barra fija M               | Alemania                         | Estados Unidos                       | Reino Unido                             |
| 192          | 17:05-17:35 | Ciclismo en pista     | Ómnium F                   | Reino Unido                      | Estados Unidos                       | Bélgica                                 |
| 193          | 17:44-18:00 | Ciclismo en pista     | Velocidad ind. F           | Alemania                         | Reino Unido                          | Reino Unido                             |
| 194          | 18:20-18:25 | Ciclismo en pista     | Keirin M                   | Reino Unido                      | Países Bajos                         | Malasia                                 |
| 195          | 17:00-18:00 | Lucha grecorromana    | 66 kg M                    | Serbia                           | Armenia                              | Georgia · Azerbaiyán                    |
| 196          | 18:00-19:00 | Lucha grecorromana    | 98 kg M                    | Armenia                          | Cuba                                 | Turquía · Irán                          |
| 197          | 18:00-19:00 | Saltos                | Trampolín 3 m M            | República Popular China          | Reino Unido                          | Alemania                                |
| 198          | 19:05-19:15 | Boxeo                 | Ligero (60 kg) M           | Brasil                           | Francia                              | Cuba · Mongolia                         |
| 199          | 19:00-20:30 | Halterofilia          | +105 kg M                  | Georgia                          | Armenia                              | Georgia                                 |
| 200          | 19:30-21:00 | Tenis de mesa         | Equipo F                   | República Popular China          | Alemania                             | Japón                                   |
| 201          | 20:30-21:40 | Atletismo             | Salto de altura M          | Canadá                           | Catar                                | Ucrania                                 |
| 202          | 22:30-22:37 | Atletismo             | 1500 m F                   | Kenia                            | Etiopía                              | Estados Unidos                          |
| 203          | 22:45-22:47 | Atletismo             | 110 m vallas M             | Jamaica                          | España                               | Francia                                 |
| 17 de agosto |             |                       |                            |                                  |                                      |                                         |
| 204          | 11:50-12:05 | Atletismo             | 3000 m obstáculos M        | Kenia                            | Estados Unidos                       | Francia                                 |
| 205          | 12:30-13:45 | Bádminton             | Dobles mixto               | Indonesia                        | Malasia                              | República Popular China                 |
| 206          | 10:00-15:00 | Hípica                | Saltos por eqs.            | Francia                          | Estados Unidos                       | Alemania                                |
| 207          | 16:30-16:40 | Boxeo                 | Wélter (69 kg) M           | Kazajistán                       | Uzbekistán                           | Marruecos · Francia                     |
| 208          | 16:00-17:00 | Lucha libre           | 48 kg F                    | Japón                            | Azerbaiyán                           | República Popular China · Bulgaria      |
| 209          | 17:15-18:15 | Lucha libre           | 58 kg F                    | Japón                            | Rusia                                | Túnez · India                           |
| 210          | 18:30-19:30 | Lucha libre           | 69 kg F                    | Japón                            | Rusia                                | Kazajistán · Suecia                     |
| 211          | 19:30-21:00 | Tenis de mesa         | Equipo M                   | República Popular China          | Japón                                | Alemania                                |
| 212          | 21:00-22:10 | Taekwondo             | –49 kg F                   | Corea del Sur                    | Serbia                               | Azerbaiyán · Tailandia                  |
| 213          | 21:15-22:25 | Taekwondo             | –58 kg M                   | República Popular China          | Tailandia                            | República Dominicana · Corea del Sur    |
| 214          | 21:15-22:25 | Atletismo             | Salto de longitud F        | Estados Unidos                   | Estados Unidos                       | Serbia                                  |
| 215          | 22:30-22:33 | Atletismo             | 200 m F                    | Jamaica                          | Países Bajos                         | Estados Unidos                          |
| 216          | 22:55-22:57 | Atletismo             | 100 m vallas F             | Estados Unidos                   | Estados Unidos                       | Estados Unidos                          |
| 217          | 22:00-24:00 | Vóley playa           | Torneo F                   | Alemania                         | Brasil                               | Estados Unidos                          |
| 18 de agosto |             |                       |                            |                                  |                                      |                                         |
| 218          | 09:08-09:12 | Piragüismo            | K2 1000 m M                | Alemania                         | Serbia                               | Australia                               |
| 219          | 09:23-09:24 | Piragüismo            | C1 200 m M                 | Ucrania                          | Azerbaiyán                           | Brasil                                  |
| 220          | 09:47-09:49 | Piragüismo            | K2 200 m M                 | España                           | Reino Unido                          | Lituania                                |
| 221          | 10:11-10:14 | Piragüismo            | K1 500 m F                 | Hungría                          | Dinamarca                            | Nueva Zelanda                           |
| 222          | 12:00-12:03 | Atletismo             | 400 m vallas M             | Estados Unidos                   | Kenia                                | Turquía                                 |
| 223          | 11:00-12:50 | Triatlón              | Individual M               | Reino Unido                      | Reino Unido                          | Sudáfrica                               |
| 224          | 13:05-13:40 | Vela                  | 470 F                      | Reino Unido                      | Nueva Zelanda                        | Francia                                 |
| 225          | 13:50-14:20 | Vela                  | 470 M                      | Croacia                          | Australia                            | Grecia                                  |
| 226          | 12:30-14:40 | Bádminton             | Dobles F                   | Japón                            | Dinamarca                            | Corea del Sur                           |
| 227          | 14:35-15:05 | Vela                  | 49er M                     | Nueva Zelanda                    | Australia                            | Alemania                                |
| 228          | 15:20-15:50 | Vela                  | 49er FX F                  | Brasil                           | Nueva Zelanda                        | Dinamarca                               |
| 229          | 15:30-15:40 | Boxeo                 | (81 kg) M                  | Cuba                             | Kazajistán                           | Francia · Reino Unido                   |
| 230          | 16:00-17:00 | Saltos                | Plataforma 10 m F          | República Popular China          | República Popular China              | Canadá                                  |
| 231          | 12:00-18:30 | Hockey sobre hierba   | Torneo M                   | Argentina                        | Bélgica                              | Alemania                                |
| 232          | 16:00-17:00 | Lucha libre           | 53 kg F                    | Estados Unidos                   | Japón                                | Azerbaiyán · Suecia                     |
| 233          | 17:00-18:00 | Lucha libre           | 63 kg F                    | Japón                            | Bielorrusia                          | Kazajistán · Polonia                    |
| 234          | 18:00-19:00 | Lucha libre           | 75 kg F                    | Canadá                           | Kazajistán                           | República Popular China · Rusia         |
| 235          | 20:30-21:40 | Atletismo             | Peso M                     | Estados Unidos                   | Estados Unidos                       | Nueva Zelanda                           |
| 236          | 21:55-22:05 | Atletismo             | Decatlón M                 | Estados Unidos                   | Francia                              | Canadá                                  |
| 237          | 21:10-22:20 | Atletismo             | Jabalina F                 | Croacia                          | Sudáfrica                            | República Checa                         |
| 238          | 21:00-22:10 | Taekwondo             | –57 kg F                   | Reino Unido                      | España                               | Egipto · Irán                           |
| 239          | 21:15-22:25 | Taekwondo             | –68 kg M                   | Jordania                         | Rusia                                | España · Corea del Sur                  |
| 240          | 22:15-22:18 | Atletismo             | 400 m vallas F             | Estados Unidos                   | Dinamarca                            | Estados Unidos                          |
| 241          | 22:30-22:32 | Atletismo             | 200 m M                    | Jamaica                          | Canadá                               | Francia                                 |
| 242          | 22:00-24:00 | Vóley playa           | Torneo M                   | Brasil                           | Italia                               | Países Bajos                            |
| 19 de agosto |             |                       |                            |                                  |                                      |                                         |
| 243          | 08:00-11:45 | Atletismo             | 50 km marcha M             | Eslovaquia                       | Australia                            | Japón                                   |
| 244          | 12:00-13:30 | Bádminton             | Individual F               | España                           | India                                | Japón                                   |
| 245          | 12:00-13:30 | Natación sincronizada | Equipo F                   | Rusia                            | República Popular China              | Japón                                   |
| 246          | 13:00-14:30 | Bádminton             | Dobles F                   | República Popular China          | Malasia                              | Reino Unido                             |
| 247          | 15:00-15:10 | Ciclismo BMX          | Individual F               | Colombia                         | Estados Unidos                       | Venezuela                               |
| 248          | 15:10-15:20 | Ciclismo BMX          | Individual M               | Estados Unidos                   | Países Bajos                         | Colombia                                |
| 249          | 13:30-15:30 | Hípica                | Saltos ind.                | Reino Unido                      | Suecia                               | Canadá                                  |
| 250          | 14:30-15:40 | Atletismo             | 20 km marcha F             | República Popular China          | México                               | República Popular China                 |
| 251          | 16:00-16:10 | Boxeo                 | Ligero (60 kg) F           | Francia                          | República Popular China              | Finlandia · Rusia                       |
| 252          | 15:30-16:45 | Waterpolo             | Torneo F                   | Estados Unidos                   | Italia                               | Rusia                                   |
| 253          | 17:00-18:15 | Hockey sobre hierba   | Torneo F                   | Reino Unido                      | Países Bajos                         | Alemania                                |
| 254          | 18:00-18:25 | Pentatlón moderno     | Individual F               | Australia                        | Francia                              | Polonia                                 |
| 255          | 16:30-17:30 | Lucha libre           | 57 kg M                    | Georgia                          | Japón                                | Azerbaiyán · Irán                       |
| 256          | 18:00-19:00 | Lucha libre           | 79 kg M                    | Irán                             | Rusia                                | Azerbaiyán · Turquía                    |
| 257          | 17:30-19:30 | Fútbol                | Torneo F                   | Alemania                         | Suecia                               | Canadá                                  |
| 258          | 20:30-21:45 | Atletismo             | Salto con pértiga F        | Grecia                           | Estados Unidos                       | Nueva Zelanda                           |
| 259          | 21:00-22:10 | Taekwondo             | –67 kg F                   | Corea del Sur                    | Francia                              | Costa de Marfil · Turquía               |
| 260          | 21:15-22:25 | Taekwondo             | –80 kg M                   | Costa de Marfil                  | Reino Unido                          | Túnez · Azerbaiyán                      |
| 261          | 21:05-22:20 | Atletismo             | Martillo M                 | Tayikistán                       | Bielorrusia                          | Polonia                                 |
| 262          | 21:40-21:56 | Atletismo             | 5000 m F                   | Kenia                            | Kenia                                | Etiopía                                 |
| 263          | 22:15-22:20 | Atletismo             | 4x100 m F                  | Estados Unidos                   | Jamaica                              | Reino Unido                             |
| 264          | 22:35-22:40 | Atletismo             | 4x100 m M                  | Jamaica                          | Japón                                | Canadá                                  |
| 20 de agosto |             |                       |                            |                                  |                                      |                                         |
| 265          | 09:07-09:09 | Piragüismo            | K1 200 m M                 | Reino Unido                      | Francia                              | España · Alemania                       |
| 266          | 09:22-09:26 | Piragüismo            | C2 1000 m M                | Alemania                         | Brasil                               | Ucrania                                 |
| 267          | 09:47-09:51 | Piragüismo            | K4 500 m F                 | Hungría                          | Alemania                             | Bielorrusia                             |
| 268          | 10:12-10:16 | Piragüismo            | K4 1000 m M                | Alemania                         | Eslovaquia                           | República Checa                         |
| 269          | 11:00-13:00 | Triatlón              | Individual F               | Estados Unidos                   | Suiza                                | Reino Unido                             |
| 270          | 12:00-13:30 | Bádminton             | Individual M               | República Popular China          | Malasia                              | Dinamarca                               |
| 271          | 07:00-13:30 | Golf                  | Torneo F                   | Corea del Sur                    | Nueva Zelanda                        | República Popular China                 |
| 272          | 12:30-14:00 | Ciclismo de montaña   | Campo a través F           | Suecia                           | Polonia                              | Canadá                                  |
| 273          | 14:00-14:10 | Boxeo                 | Mosca (51 kg) F            | Reino Unido                      | Francia                              | República Popular China · Colombia      |
| 274          | 14:15-14:25 | Boxeo                 | Gallo (56 kg) M            | Cuba                             | Estados Unidos                       | Rusia · Uzbekistán                      |
| 275          | 15:00-15:10 | Boxeo                 | Medio (75 kg) M            | Cuba                             | Uzbekistán                           | México · Azerbaiyán                     |
| 276          | 15:30-17:00 | Baloncesto            | Torneo F                   | Estados Unidos                   | España                               | Serbia                                  |
| 277          | 15:30-17:00 | Balonmano             | Torneo F                   | Rusia                            | Francia                              | Noruega                                 |
| 278          | 16:30-17:30 | Saltos                | Plataforma 10 m M          | República Popular China          | México                               | Estados Unidos                          |
| 279          | 16:30-17:30 | Lucha libre           | 86 kg M                    | Rusia                            | Turquía                              | Azerbaiyán · Estados Unidos             |
| 280          | 17:00-18:10 | Gimnasia rítmica      | Concurso completo ind. F   | Rusia                            | Rusia                                | Ucrania                                 |
| 281          | 18:00-18:30 | Pentatlón moderno     | Individual M               | Rusia                            | Ucrania                              | México                                  |
| 282          | 18:00-19:00 | Lucha libre           | 125 kg M                   | Turquía                          | Irán                                 | Bielorrusia · Georgia                   |
| 283          | 17:50-19:00 | Waterpolo             | Torneo M                   | Serbia                           | Croacia                              | Italia                                  |
| 284          | 17:30-19:30 | Fútbol                | Torneo M                   | Brasil                           | Alemania                             | Nigeria                                 |
| 285          | 20:30-21:40 | Atletismo             | Salto de altura F          | España                           | Bulgaria                             | Croacia                                 |
| 286          | 21:00-21:08 | Atletismo             | 1500 m M                   | Estados Unidos                   | Argelia                              | Nueva Zelanda                           |
| 287          | 21:15-21:19 | Atletismo             | 800 m F                    | Sudáfrica                        | Burundi                              | Kenia                                   |
| 288          | 20:55-22:05 | Atletismo             | Jabalina M                 | Alemania                         | Kenia                                | Trinidad y Tobago                       |
| 289          | 21:30-21:55 | Atletismo             | 5000 m M                   | Reino Unido                      | Estados Unidos                       | Etiopía                                 |
| 290          | 21:00-22:10 | Taekwondo             | +67 kg F                   | República Popular China          | México                               | Reino Unido · Estados Unidos            |
| 291          | 21:15-22:25 | Taekwondo             | +80 kg M                   | Azerbaiyán                       | Níger                                | Brasil · Corea del Sur                  |
| 292          | 22:00-22:05 | Atletismo             | 4x400 m F                  | Estados Unidos                   | Jamaica                              | Reino Unido                             |
| 293          | 22:35-22:40 | Atletismo             | 4x400 m M                  | Estados Unidos                   | Jamaica                              | Bahamas                                 |
| 294          | 22:15-24:00 | Voleibol              | Torneo F                   | República Popular China          | Serbia                               | Estados Unidos                          |
| 21 de agosto |             |                       |                            |                                  |                                      |                                         |
| 295          | 09:30-11:45 | Atletismo             | Maratón M                  | Kenia                            | Etiopía                              | Estados Unidos                          |
| 296          | 11:00-12:30 | Gimnasia rítmica      | Concurso por conjuntos F   | Rusia                            | España                               | Bulgaria                                |
| 297          | 12:30-14:00 | Ciclismo de montaña   | Campo a través M           | Suiza                            | República Checa                      | España                                  |
| 298          | 14:00-14:10 | Boxeo                 | Medio (69-75 kg) F         | Estados Unidos                   | Países Bajos                         | Kazajistán · República Popular China    |
| 299          | 14:15-14:25 | Boxeo                 | Mosca (52 kg) M            | Uzbekistán                       | Rusia                                | Venezuela · República Popular China     |
| 300          | 13:30-14:30 | Lucha libre           | 65 kg M                    | Rusia                            | Azerbaiyán                           | Italia · Uzbekistán                     |
| 301          | 15:00-15:10 | Boxeo                 | Superligero (64 kg) M      | Uzbekistán                       | Azerbaiyán                           | Rusia · Alemania                        |
| 302          | 15:15-15:25 | Boxeo                 | Superpesado (+91 kg) M     | Francia                          | Reino Unido                          | Croacia · Kazajistán                    |
| 303          | 14:30-15:30 | Lucha libre           | 97 kg M                    | Estados Unidos                   | Azerbaiyán                           | Rumania · Uzbekistán                    |
| 304          | 13:15-15:45 | Voleibol              | Torneo M                   | Brasil                           | Italia                               | Estados Unidos                          |
| 305          | 14:00-15:45 | Balonmano             | Torneo M                   | Dinamarca                        | Francia                              | Alemania                                |
| 306          | 15:45-17:00 | Baloncesto            | Torneo M                   | Estados Unidos                   | Serbia                               | España                                  |

- M – masculino
- F – femenino